# Athyrium pycnocarpon
Espèce
Athyrium pycnocarpon, ’Athyrie à sore dense, est une espèce de fougères de la famille des Dryopteridaceae.